# Winter X Games XX
Navigation
Édition précédente Édition suivante
Les Winter X Games XX (en français : 20e édition des Jeux extrêmes hivernaux) est une compétition sportive annuelle de ski et de snowboard freestyle des X Games, qui s'est déroulée du 28 au 31 janvier 2016 à Aspen, dans l'État du Colorado, aux États-Unis.

## Palmarès

### Bike Cross et Motoneige
| Épreuves              | Or             | Argent       | Bronze         |
| --------------------- | -------------- | ------------ | -------------- |
| Motoneige — Freestyle | Joe Parsons    | Heath Frisby | Brett Turcotte |
| SnowCross — Adapté    | Mike Schultz   | Paul Thacker | E.J. Poplawski |
| SnowCross — Élites    | Tucker Hibbert | Adam Renheim | Corin Todd     |

### Ski
| Épreuves            | Or              | Argent                     | Bronze                |
| ------------------- | --------------- | -------------------------- | --------------------- |
| Hommes — Big Air    | Fabian Bösch    | Bobby Brown                | Elias Ambühl          |
| Hommes — Monoski    | Jerome Elbrycht | Nikko Landeros             | Kevin Bramble         |
| Hommes — Skicross   | Brady Leman     | Bastien Midol              | Christopher Del Bosco |
| Hommes — Slopestyle | Josiah Wells    | Gus Kenworthy              | Øystein Bråten        |
| Hommes — Super Pipe | Kevin Rolland   | Gus Kenworthy              | Benoît Valentin       |
| Femmes — Skicross   | Kelsey Serwa    | Marielle Thompson          | Alizée Baron          |
| Femmes — Slopestyle | Kelly Sildaru   | Tiril Sjåstad Christiansen | Johanne Killi         |
| Femmes — Super Pipe | Maddie Bowman   | Ayana Onozuka              | Annalisa Drew         |

### Snowboard
| Épreuves                                          | Or                     | Argent                    | Bronze                    |
| ------------------------------------------------- | ---------------------- | ------------------------- | ------------------------- |
| Hommes — Big Air                                  | Maxence Parrot         | Mark McMorris             | Yuki Kadono               |
| Hommes — Cross Adapté                             | Matti Suur-Hamari      | Alex Massie               | Ben Tudhope               |
| Hommes — Cross Élites                             | Jarryd Hughes          | Alex Pullin               | Konstantin Schad          |
| Hommes — Slopestyle                               | Mark McMorris          | Sébastien Toutant         | Mons Røisland             |
| Hommes — Super Pipe                               | Matt Ladley            | Ben Ferguson              | Scotty James              |
| Femmes — Cross Élites                             | Lindsey Jacobellis     | Eva Samková               | Nelly Moenne-Loccoz       |
| Femmes — Slopestyle                               | Spencer O'Brien        | Jamie Anderson            | Hailey Langland           |
| Femmes — Super Pipe                               | Chloe Kim              | Arielle Gold              | Cai Xuetong               |
| Slalom Parallèle Unifié — Spécial Jeux Olympiques | Chris Klug Henry Meece | Danny Davis Zachary Elder | Daina Shilts Hannah Teter |

## Tableau des médailles
| Rang               | Nation             | Or | Argent | Bronze | Total |
| ------------------ | ------------------ | -- | ------ | ------ | ----- |
| 1                  | États-Unis         | 8  | 10     | 6      | 24    |
| 2                  | Canada             | 5  | 4      | 2      | 11    |
| 3                  | France             | 2  | 1      | 3      | 6     |
| 4                  | Australie          | 1  | 1      | 2      | 4     |
| 5                  | Suisse             | 1  | 0      | 1      | 2     |
| 6                  | Estonie            | 1  | 0      | 0      | 1     |
| 6                  | Finlande           | 1  | 0      | 0      | 1     |
| 6                  | Nouvelle-Zélande   | 1  | 0      | 0      | 1     |
| 9                  | Norvège            | 0  | 1      | 3      | 4     |
| 10                 | Japon              | 0  | 1      | 1      | 2     |
| 11                 | Suède              | 0  | 1      | 0      | 1     |
| 11                 | Tchéquie           | 0  | 1      | 0      | 1     |
| 13                 | Allemagne          | 0  | 0      | 1      | 1     |
| 13                 | Chine              | 0  | 0      | 1      | 1     |
| Total (14 nations) | Total (14 nations) | 20 | 20     | 20     | 60    |